# Martin Sommerfeldt

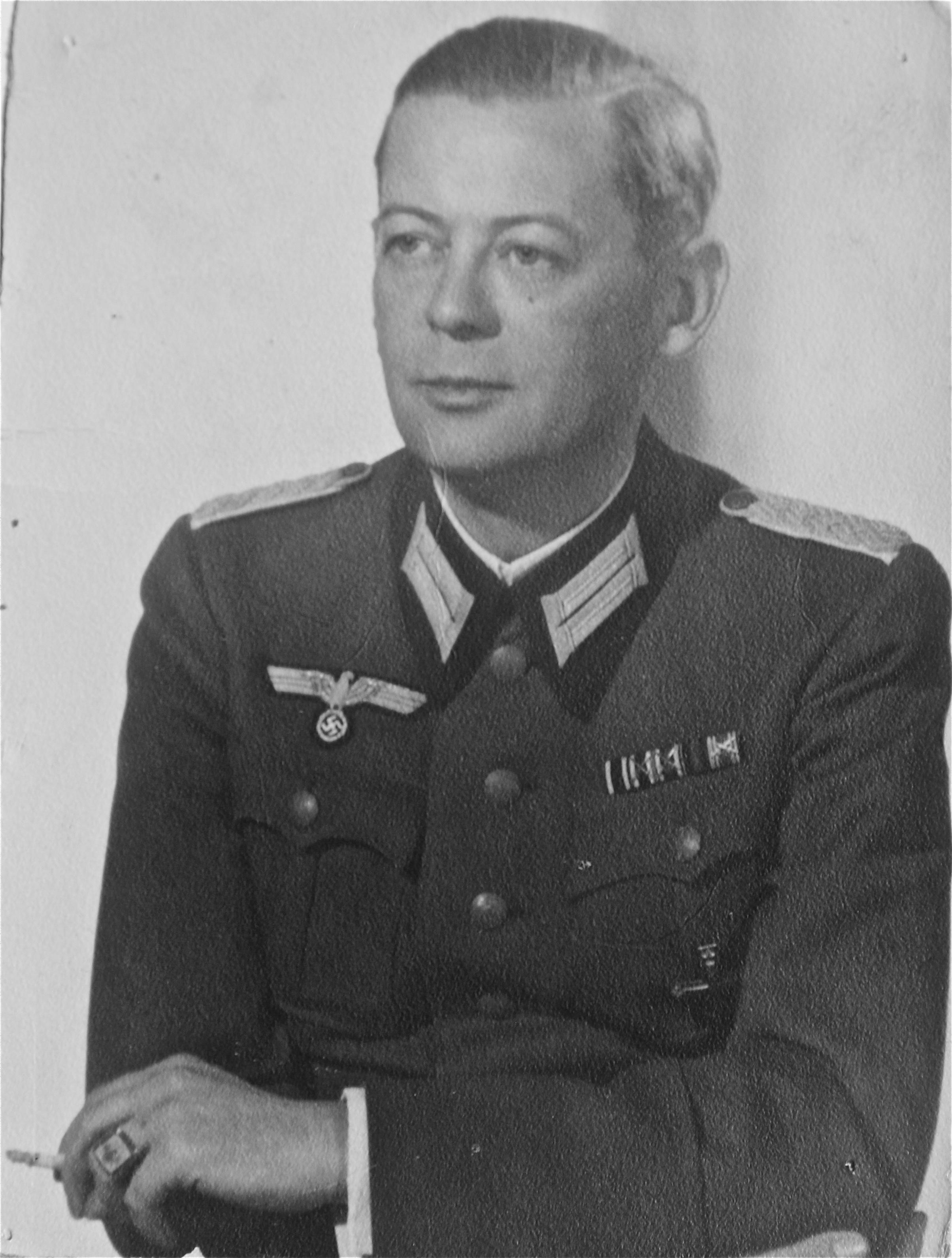
Martin Sommerfeldt

Martin Henry Sommerfeldt (* 5. Februar 1899 in Glücksburg; † 10. April 1969) war ein deutscher Journalist und Staatsbeamter.

## Leben
Sommerfeldt war der Sohn des Hofpredigers Eggert Sommerfeldt in Glücksburg. Er besuchte das Gymnasium in Flensburg und Lübeck. Ab 1916 nahm er als Freiwilliger am Ersten Weltkrieg teil. Nach dem Krieg und seiner Teilnahme am Kapp-Putsch war er als Journalist beim Reichsboten tätig, später Chefredakteur der Täglichen Rundschau. Am 11. November 1920 heiratete Sommerfeldt Udi von Buch (* 13. August 1899 in Wedendorf; † 27. April 1945 in Potsdam). Die Ehe wurde am 26. Februar 1926 wieder geschieden.
Noch vor der Machtergreifung der Nationalsozialisten veröffentlichte er eine populär gehaltene Biografie des NS-Politikers Hermann Göring.
Infolgedessen berief ihn Göring Mitte Februar 1933 als Oberregierungsrat und persönlicher Referent mit Zuständigkeit für Pressefragen in das Preußische Ministerium des Innern. Da seine Berufung am 15. Februar in der Presse gemeldet wurde, dürfte sie am 14. Februar erfolgt sein.
Nachdem Göring im April 1933 das Amt des Preußischen Ministerpräsidenten übernommen hatte, wurde Sommerfeldt zum Leiter der Pressestelle im Preußischen Staatsministerium ernannt. In dieser Stellung, die er knapp dreizehn Monate lang ausübte, folgte Sommerfeldt auf Herbert von Bose nach, der zu dieser Zeit als Pressechef ins Büro des Stellvertreters des Reichskanzlers Franz von Papen wechselte. Als Görings Pressechef verfasste Sommerfeldt 1933 eine weitere Biografie des NS-Politikers, die bis 1937 vierzehn Auflagen erzielte.
Im Mai 1934 wurde Sommerfeldt als Pressechef entlassen, sein Nachfolger wurde der Leiter von Görings Stabsamt Erich Gritzbach. Am 21. Juli 1934 wurde Sommerfeldts in den einstweiligen und im Oktober 1934 in den endgültigen Ruhestand versetzt. Sommerfeldt meldete sich 1936 für die im Aufbau befindliche Wehrmacht.
In den späteren 1930er Jahren war Sommerfeldt Partner in dem Verlagshaus Mittler und Sohn.
Während des Zweiten Weltkrieges war Sommerfeldt im Rang eines Majors Verbindungsmann des OKW zur Abteilung für Auslandspresse im Reichsministerium für Volksaufklärung und Propaganda. Am 6. Dezember 1944 ordnete Goebbels die Entlassung Sommerfeldts aus den Diensten des Ministeriums an, da dieser „sich durch eine Reihe an Landesverrat grenzender Redensarten und Handlungen sehr suspekt gemacht“ habe.
In der frühen Nachkriegszeit publizierte Sommerfeldt noch zwei Memoirenbände, die seine Tätigkeit und Erlebnisse zwischen 1933 und 1945 zum Inhalt haben.

## Schriften
- „Göring, was fällt Ihnen ein!“. Mittler, Berlin 1932.
- Hermann Göring. Ein Lebensbild. Mittler, Berlin 1933.
  - In Schwedisch: Hermann Göring. En Levnadsteckning. 1933.
- Nachwort zu Fanny von Wilamowitz-Moellendorff: Carin Göring. Lebensbild. Martin Warneck, Berlin 1933 u. ö.
- Kommune! Dargestellt auf Grund des neuesten amtlichen Materials. Mittler, Berlin 1934.
- Des Kirchenstreites Ende. Mittler, Berlin 1935.
- Ich war dabei. Die Verschwörung der Dämonen 1933–1939. Ein Augenzeugenbericht. Drei Quellen, Darmstadt 1949.
- Das Oberkommando der Wehrmacht gibt bekannt. Ein Augenzeugenbericht des Auslandsprechers des OKW. Westdeutsche Verlags- und Druckerei-Gesellschaft, Frankfurt 1952.